# Fife
A Área de Conselho (ou Council Area) de Fife (em gaélico escocês, Fìobha), é uma das 32 novas subdivisões administrativas da Escócia, criada em 1996. Situada entre as baías Firth of Tay e Firth of Forth, faz fronteira com Perth and Kinross a noroeste e Clackmannanshire a oeste.
Era originalmente uma parte do Reino Picto conhecida como Fib e, por isso, ainda é conhecida como Reino de Fife dentro da Escócia. Kirkcaldy era a maior cidade de Fife com uma população de 48.108 habitantes em 2006.
Fife foi um condado até 1975, quando era conhecido por Fifeshire. Depois, transformou-se em uma região subdividida em 3 distritos - Dunfermline, Kirkcaldy e North-East Fife. A partir de 1996, com a abolição dos distritos e regiões, Fife tornou-se uma Área de Conselho, uma unidade com poderes próprios similar aos estados no Brasil.
A histórica cidade de St Andrews, na costa leste de Fife, é conhecida por ter a universidade mais antiga da Europa, criada na Idade Média, e por ser a casa do golf.

## Geografia
Fife é uma península na costa oriental da Escócia, limitada a note pelo Firth of Tay, a leste pelo Mar do Norte e a sul pelo Firth of Forth.
A maioria do tráfico de Fife passa por três pontes, ao sul pela Forth Road Bridge, a oeste pela Kincardine Bridge e a norte pela Tay Road Bridge, a exceção é o tráfico que passa pela rodovia M90. Pedágios foram abolidos das pontes Tay Road Bridge e Forth Road Bridge em 11 de fevereiro de 2008.

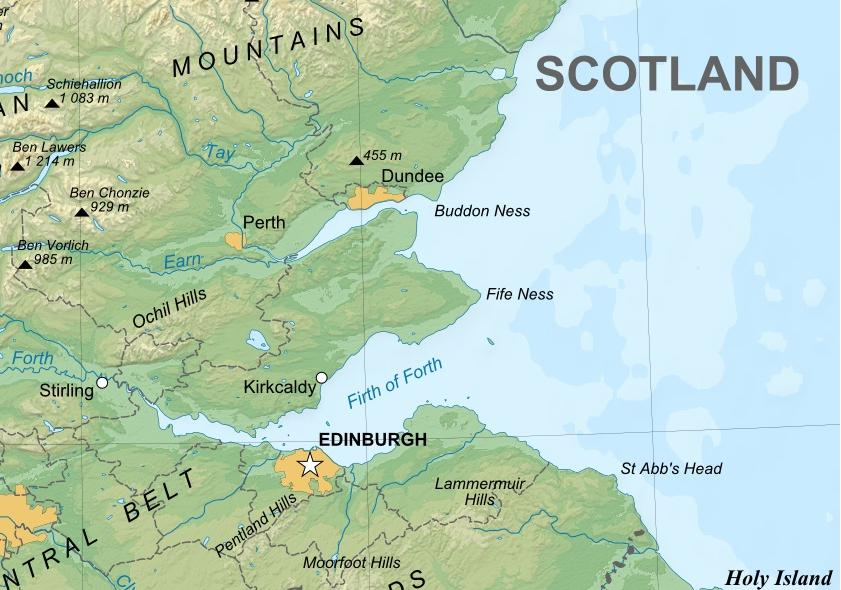
Fife, no centro do mapa.

Há uma série de formações vulcânicas extintas, como a que deu origem ao monte 'Lomond Hills' e ao 'Largo Law'.
O ponto mais alto de Fife esta no West Lomond a 522m. O litoral tem muitos portos, do dock industrial em Burntisland e Rosyth à vila de pescadores em East Neuk
A grande área plana cultivável no extremo norte de Fife, banhada pelo Rio Eden, é conhecida como 'Howe of Fife'.
Ao norte de 'Lomond Hills' são encontradas muitas aldeias e pequenas cidades onde predomina a paisagem agrícola. As áreas do sul e do oeste, incluindo as cidades de Dunfermline, Glenrothes, Kirkcaldy e Levenmouth, são mais industrializadas e de maior densidade populacional. A única área com indústria pesada é Rosyth, em volta do estaleiro naval

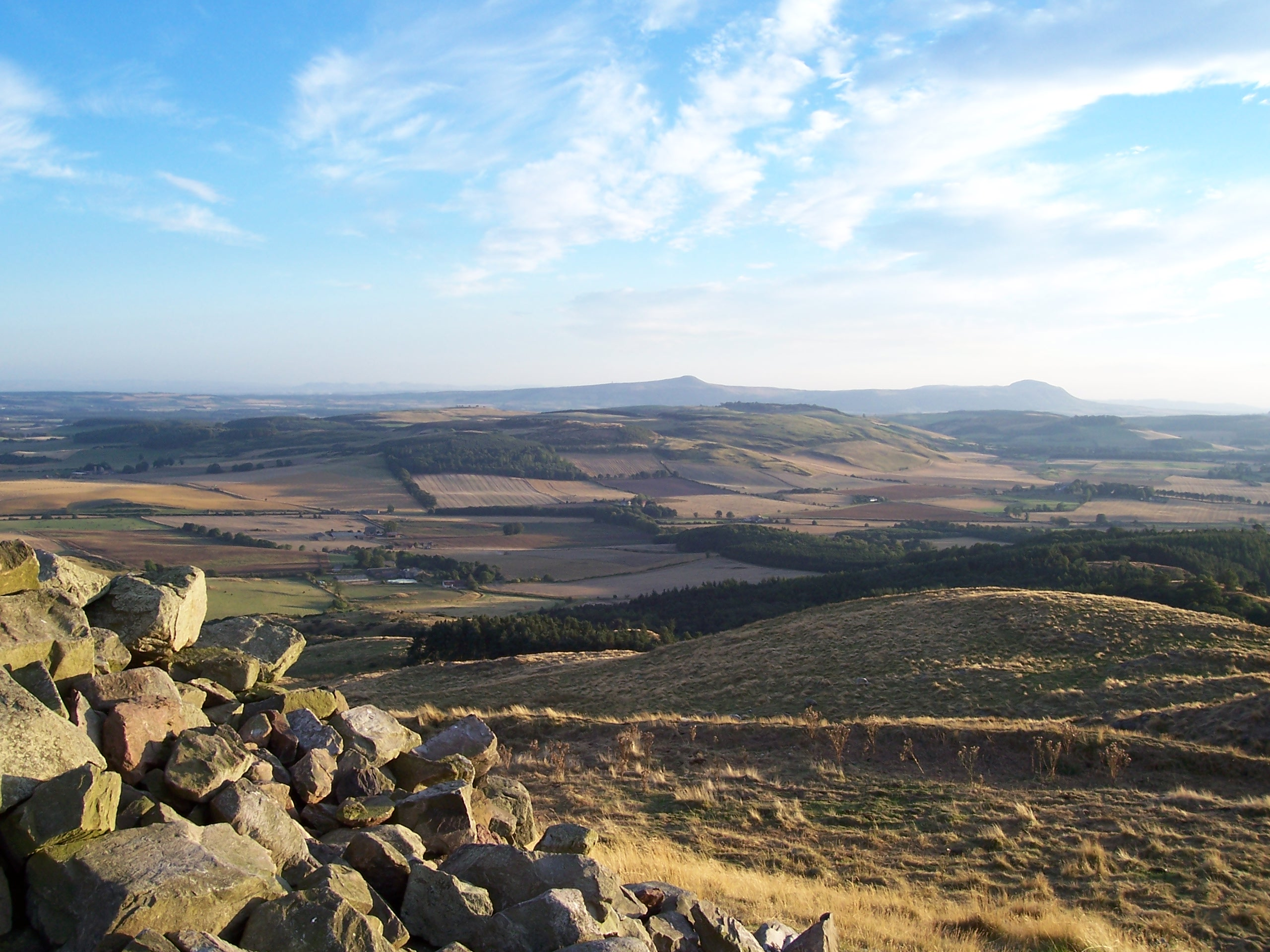
Vista das fazendas no extremo norte de Fife e ao longe as distantes 'Lomond Hills'.

## Mídia
Vários jornais são publicados para a audiência de Fife. 
Dentre os jornais locais publicados em Fife estão:
- East Fife Mail
- Fife Herald
- Fife Herald and Post
- Glenrothes Gazette
- St Andrews Citizen
- Fife Leader
- Fife Free Press
- Dunfermline Press

Há também uma rádio local, Kingdom FM, que compete com a rádio de Dundee, Radio Tay, e com a rádio de Edimburgo, 97.3 Forth One.

## Cidades e aldeias
- Abercrombie, Aberdour, Anstruther,  Arncroach, Auchterderran, Auchtermuchty, Auchtertool
- Balfarg, Ballingry, Balmalcolm, Balmerino, Balmullo, Benarty, Blairhall, Blebo Craigs, Buckhaven, Burntisland
- Cairneyhill,  Cardenden, Carnbee, Carnock, Cellardyke, Ceres, Chance Inn, Charlestown, Cluny,Coaltown of Balgonie, Collessie, Comrie, Cowdenbeath, Craigrothie, Crail, Crombie, Crossford,Crossgates,  Crosshill, Culross, Cupar, Cupar Muir
- Dairsie, Dalgety Bay, Donibristle, Dunbog, Dunfermline, Dysart
- Earlsferry, East Wemyss, Elie
- Falkland, Freuchie, Forgan
- Gateside, The Gauldry, Glenrothes, Grange of Lindores, Guardbridge
- Hillend
- Inverkeithing
- Jamestown
- Kelty, Kemback, Kennoway, Kettlebridge, Kilconquhar, Kilmany, Kilrenny, Kincardine, Kinghorn, Kinglassie, Kingsbarns, Kingseat, Kingskettle, Kirkcaldy
- Ladybank, Largoward, Leslie, Leuchars, Leven, Letham, Limekilns, Lindores, Lochgelly, Lower Largo, Lumphinnans, Lundin Links, Luthrie
- Markinch, Methil, Methilhill, Mountfleurie
- Newburgh, Newton of Falkland, Newport-on-Tay, North Queensferry, Newburn
- Oakley
- Peat Inn, Pickletillum, Pitlessie, Pitscottie, Pittencrief, Pittenweem,
- Rosyth, Rockwood
- Saline, Springfield, St Andrews, St Monans, Stratheden, Strathkinness, Strathmiglo, Star
- Tayport, Thornton, Torryburn, Teasses
- Upper Largo
- Wellwood, West Wemyss, Windygates, Woodhaven, Wormit
- Valleyfield

## Lugares de interesse
- Abadia de Balmerino
- Abadia de Dunfermline
- Falkland Palace
- Castelo de Kellie
- Torre Scotstarvit

## Habitantes notáveis
- Robert Adam, arquiteto
- Iain Banks, escritor
- Andrew Carnegie, empresário e filantropo
- Jim Clark, piloto
- Shirley Henderson, atriz
- Val McDermid, escritor
- Dougray Scott, ator
- Alexander Selkirk, marinheiro que serviu de inspiração à obra Robinson Crusoe
- Adam Smith, economista
- KT Tunstall, cantora
- James Wilson, dignitário da independência dos Estados Unidos.
- Guy Berryman, baixista da banda Britânica Coldplay.